# ميدان الغزالة

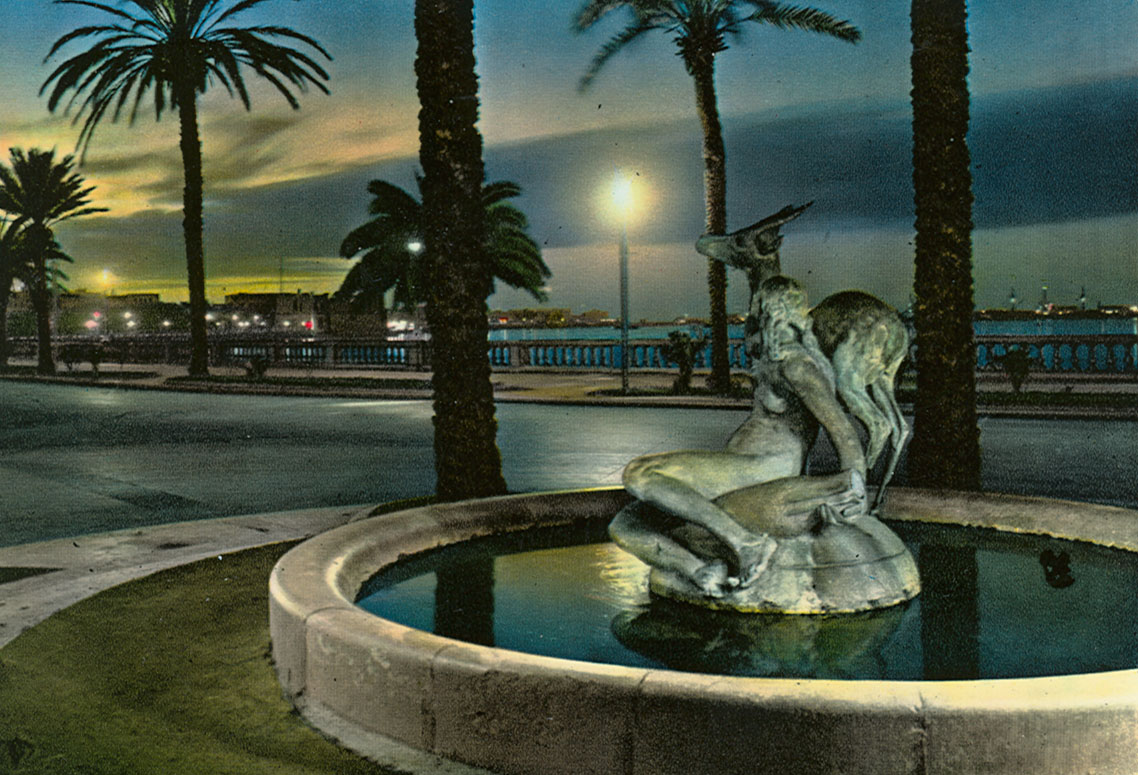
نافورة الغزالة والحسناء

ميدان الغزالة أو نافورة الغزالة والحسناء في العاصمة الليبية طرابلس. هو ميدان صغير به نافورة بها تمثالان هما تمثال «الحورية والحسناء» أو «الغزالة والحسناء» ويمثلان مشهدا فنيا لامرأة تمسك بجرة وتعانق غزالة. صمم النافورة فنان إيطالي يدعى أنجلو فانيتي مطلع ثلاثينيات القرن العشرين
الميدان يعد من أهم الميادين وأقدمها في المدينة كونه مفترق للطرق في وسطها وبالقرب منه يوجد فندق الودان التاريخي والفندق الكبير وميدانه وإنشاءات فندق إنتركونتننتال، وتتفرع منه شوارع رئيسية.
وجد مع صباح يوم 4 نوفمبر 2014 أن النافورة قد أقتلعت من مكانها من قبل جماعة مجهولة، على الأرجح بسبب الملامح «العارية» للحسناء والتي يرفضها البعض لأسباب دينية، وقد سبقت عدة حوادث وتهديدات لهذا الحادث مثل تعرضها لقذيقة أر بي جي محدثتاً ثقبٌ في مجسم الحسناء قبل عدة أيام، وتهديدات بإزالتها من قبل جماعات تدعى الإسلام عام 2012.